# Krasnaja Gorka
Krasnaja Gorka (in russo Красная Горка?; in baschiro Ҡыҙылъяр) è un villaggio della Russia europea orientale, situato nella Repubblica autonoma della Baschiria; appartiene al rajon Nurimanovskij, del quale è il centro amministrativo.
Si trova sulla riva sinistra del fiume Ufa, 60 km a nord-est della capitale e 44 km a nord-ovest di Aša.